# Tratto sperimentale Maglev di Yamanashi
La Yamanashi Maglev Test Line (in giapponese: 山梨実験線, Yamanashi Jikkensen) è una linea ferroviaria costruita nella prefettura di Yamanashi (in Giappone) al solo scopo di sperimentare la tecnologia per i futuri treni a levitazione magnetica o "maglev". Si estende per 42,8 km da Sakaigawa ad Akiyama e l'80% del percorso è sviluppato in galleria.